# Келлихер (тауншип, Миннесота)
Келлихер (англ. Kelliher) — тауншип в округе Белтрами, Миннесота, США. На 2000 год его население составило 150 человек.

## География
По данным Бюро переписи населения США площадь тауншипа составляет 86,9 км², из которых 86,9 км² занимает суша, а 0,1 км² — вода (0,12 %).

## Демография
По данным переписи населения 2000 года здесь находились 150 человек, 52 домохозяйства и 38 семей. Плотность населения —  1,7 чел./км². На территории тауншипа расположено 58 построек со средней плотностью 0,7 построек на один квадратный километр. Расовый состав населения: 97,33 % белых, 2,00 % коренных американцев и 0,67 % приходится на две или более других рас.
Из 52 домохозяйств в 32,7 % воспитывались дети до 18 лет, в 59,6 % проживали супружеские пары, в 3,8 % проживали незамужние женщины и в 26,9 % домохозяйств проживали несемейные люди. 23,1 % домохозяйств состояли из одного человека, при том 7,7 % из — одиноких пожилых людей старше 65 лет. Средний размер домохозяйства — 2,88, а семьи — 3,32 человека.
28,7 % населения — младше 18 лет, 8,0 % — в возрасте от 18 до 24 лет, 21,3 % — от 25 до 44, 28,7 % — от 45 до 64, и 13,3 % — старше 65 лет. Средний возраст — 39 лет. На каждые 100 женщин приходилось 105,5 мужчин. На каждые 100 женщин старше 18 приходилось 109,8 мужчин.
Средний годовой доход домохозяйства составлял 21 250 долларов, а средний годовой доход семьи —  23 750 долларов. Средний доход мужчин —  30 000  долларов, в то время как у женщин — 16 750. Доход на душу населения составил 12 613 долларов. За чертой бедности находились 30,0 % семей и 32,5 % всего населения тауншипа, из которых 59,0 % младше 18 и 33,3 % старше 65 лет.